# Улица Лермонтова (Екатеринбург)
У́лица Ле́рмонтова (прежнее название 1-я Мельковская) — улица в жилом районе «Центральный» Железнодорожного административного района Екатеринбурга.

## Происхождение и история названий
Первоначальное название 1-я Мельковская улица получила по названию Мельковской слободы города, в которой и была расположена. Современное название улица получила в 1930-е годы в честь великого русского поэта Михаила Юрьевича Лермонтова.

## Расположение и благоустройство
Улица Лермонтова проходит параллельно улице Свердлова (с севера на юг) от улицы Николая Никонова. Заканчивается тупиком, ранее шла с запада на восток от восточной линии ограды стадиона «Динамо», пересекалась с улицей Ерёмина. До 1930-х годов улица шла прямо от Городского пруда и доходила до Мельковского пруда, располагавшегося западнее 1-й Восточной улицы (современная Авейде Марии). На современную улицу Лермонтова выходит улица Физкультурников. Протяжённость сохранившегося участка улицы составляет около 170 метров. Ширина проезжей части — около шести метров.
Светофоров и нерегулируемых пешеходных переходов на протяжении улицы не имеется.

## История
Улица Лермонтова является одной из старейших улиц Екатеринбурга. Возникла в первой половине XVIII века. На плане Екатеринбурга 1810 года улица уже являлась одной из трёх главных улиц Мельковской слободы. Название Мельковская закрепил за улицей план 1845 года, на более поздних планах обозначалась как 1-я Мельковская в ряде четырёх других Мельковских улиц. 3-я Мельковская улица была заселена в основном рабочими механического завода Ятеса, Екатеринбургской железной дороги, а также ремесленниками и мелкими торговцами. Всего на улице в 1887 году насчитывалось 53 усадьбы, застроенные деревянными одноэтажными домами. У нескольких жителей имелись собственные кузницы — на берегу Мельковского пруда.
В настоящее время улица имеет многоэтажную жилую застройку.

## Транспорт

### Наземный общественный транспорт
Движение общественного транспорта по улице не осуществляется. Ближайшая остановка — «ТЮЗ» (перекрёсток улиц Николая Никонова — Карла-Либкнехта — Шевченко).

### Ближайшие станции метро
В 400 м от улицы находится станция метро  «Динамо».